# Banda diagonal
La banda diagonal o cintilla diagonal es un haz de fibras nerviosas colinérgicas que se encuentran posteriormente a la sustancia perforada anterior, formando su margen medial, en el cuerpo amigdalino del telencéfalo basal.
Consiste en fibras que se dice que surgen en el área subcallosa, el giro paraterminal y la sustancia perforada anterior, y se dirigen hacia atrás en la estría longitudinal hacia el giro dentado y la región del hipocampo.
Interconecta al giro paraterminal en el área septal con el hipocampo y el área olfatoria lateral.

## Función
Junto con el septum pellucidum y el núcleo septal medial, la banda diagonal se cree que está implicada en la generación de las ondas theta en el hipocampo.
Su comportamiento puede verse alterado por el factor de crecimiento nervioso.